# Don’t Give Up
Don't Give Up – singel i wspólne nagranie Petera Gabriela i Kate Bush. Piosenka ukazała się jako singel z płyty So Gabriela. Tekst utworu opowiada o desperacji mężczyzny, który czuł, że w systemie ekonomicznym nie ma dla niego miejsca. W refrenie słychać głos Bush, śpiewający tytułowe słowa ("Nie poddawaj się..."). Teledysk do piosenki wyreżyserował Godley & Creme. 

## Lista utworów
1. "Don't Give Up"
2. "Curtains"